# 6440 Ransome
6440 Ransome eller 1988 RA2 är en asteroid i huvudbältet som upptäcktes den 8 september 1988 av den tjeckiske astronomen Antonín Mrkos vid Kleť-observatoriet i Tjeckien. Den är uppkallad efter den brittiske författaren Arthur Ransome.
Asteroiden har en diameter på ungefär 4 kilometer och den tillhör asteroidgruppen Nysa.